# Šafrán karpatský
Šafrán karpatský (Crocus heuffelianus) je divoce rostoucí šafrán, který roste i na území České republiky, i když zde je pravděpodobně zplanělý. Je to rostlina Karpatských horských luk, v ČR je kriticky ohroženým druhem květeny.

## Synonyma
- šafrán Heuffelův

## Popis
- Šafrán karpatský je vytrvalá bylina rostoucí z podzemní hlízy.
- Listy jsou přízemní a čárkovitě kopinaté s bílým pruhem a rostou až po odkvětu.
- Z hlízy vyrůstá jeden přízemní květ, okvětní lístky mají na konci temnou skvrnu.
- kvete v březnu a dubnu ihned po sejití sněhu.
- Plodem je třípouzdrá tobolka.

## Areál rozšíření
Šafrán karpatský roste přirozeně hlavně v Karpatech, možná i jinde, je to obtížné stanovit kvůli taxonomické problematice. Původnost druhu v ČR je zpochybňována, nejblíže je s jistotou původní na Slovensku. Proto se nejvíce uvažuje o původnosti i v Beskydech a okolí, kde by mohl snad navazovat na přirozené lokality na Slovensku, jinde v ČR téměř jistě nepůvodní. Šafrán karpatský je součástí taxonomicky složitého a asi ne zcela dořešeného komplexu Crocus vernus agg. Někdy se druh Crocus heuffelianus udává pod jménem Crocus vernus subsp. vernus. Blízce příbuzným druhem je šafrán bělokvětý (Crocus albiflorus, někdy Crocus vernus subsp. albiflorus), který je rozšířen např. v Alpách a v ČR je také zdomácnělý jako šafrán karpatský, největší šanci na původnost zde zase mají lokality na Šumavě a v Novohradských horách (snad alpský migrant). Existují i další příbuzné druhy, např. šafrán neapolský (Crocus napolitanus), který je občas pěstován a zplaňuje asi mnohem vzácněji než předešlé druhy.

## Stanoviště
Roste na loukách od podhůří do hor, kvete většinou hned při tání sněhu. Jeho výskyt je hodně vázán na extenzivně využívané luční porosty. Tyto lokality po zániku pastvy a kosení zarůstají vysokými travami a keřovými nálety a dochází na nich ke snížení druhové diverzity a v důsledku toho rovněž k ústupu šafránu.

## Galerie

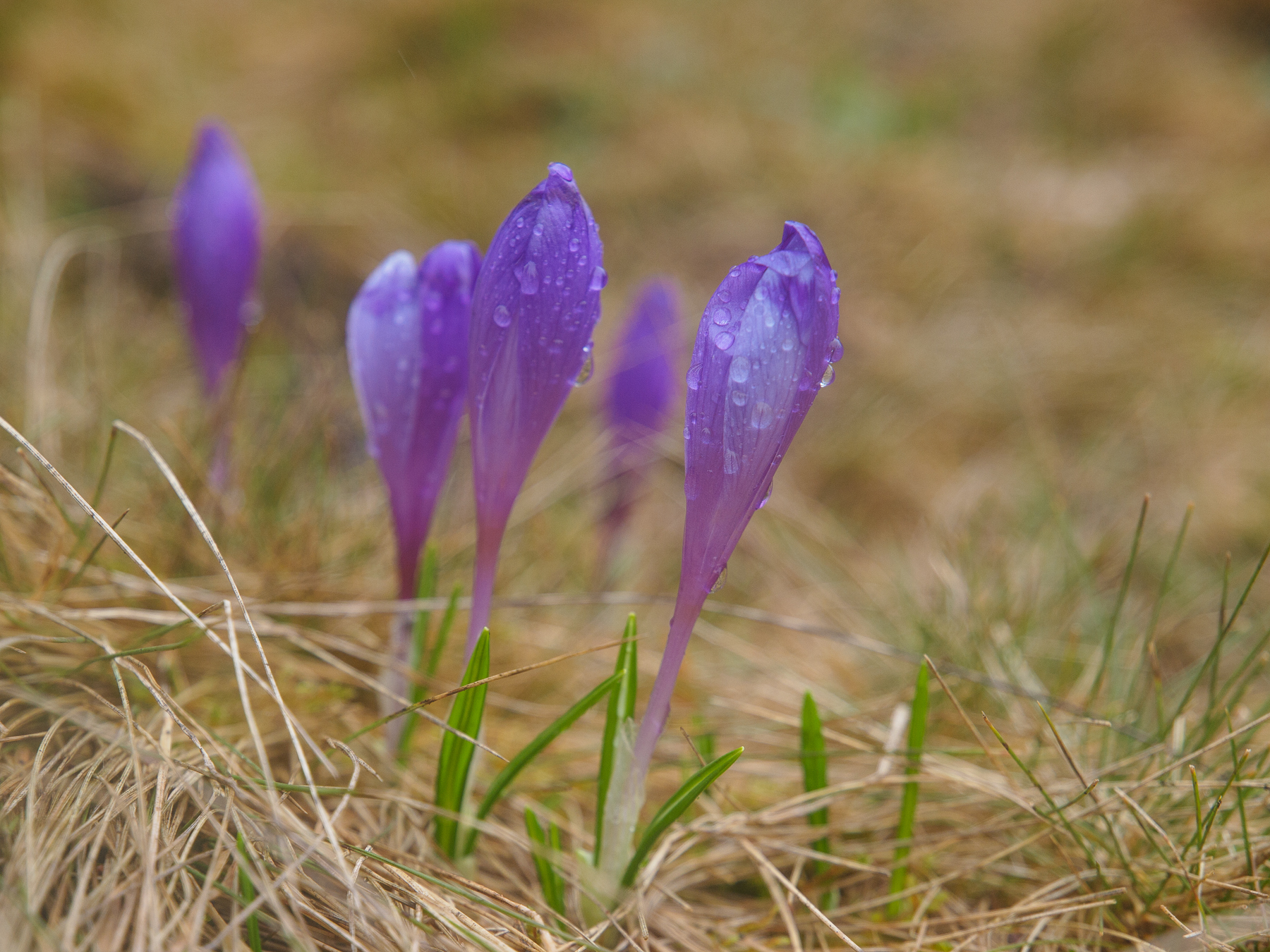
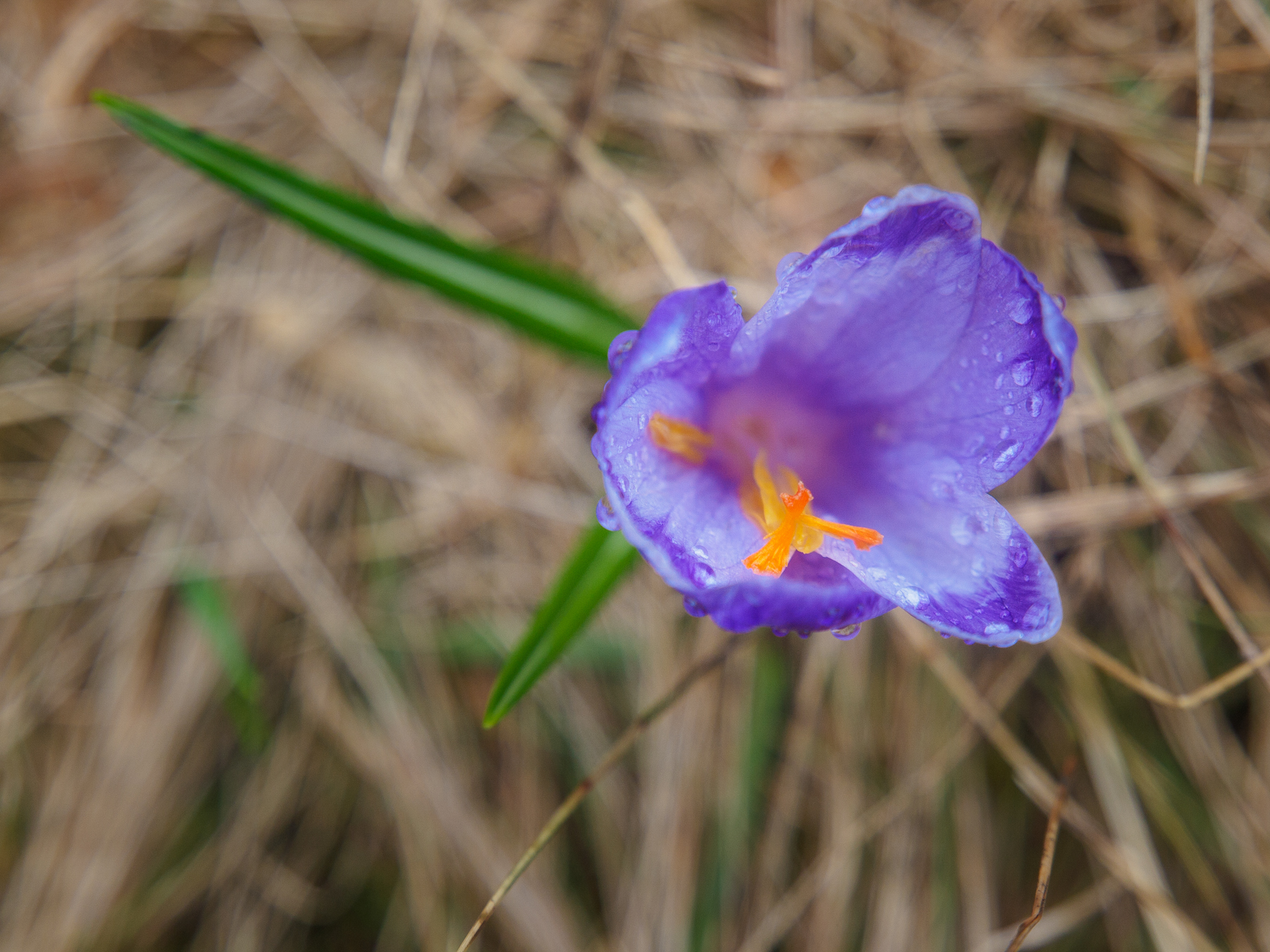
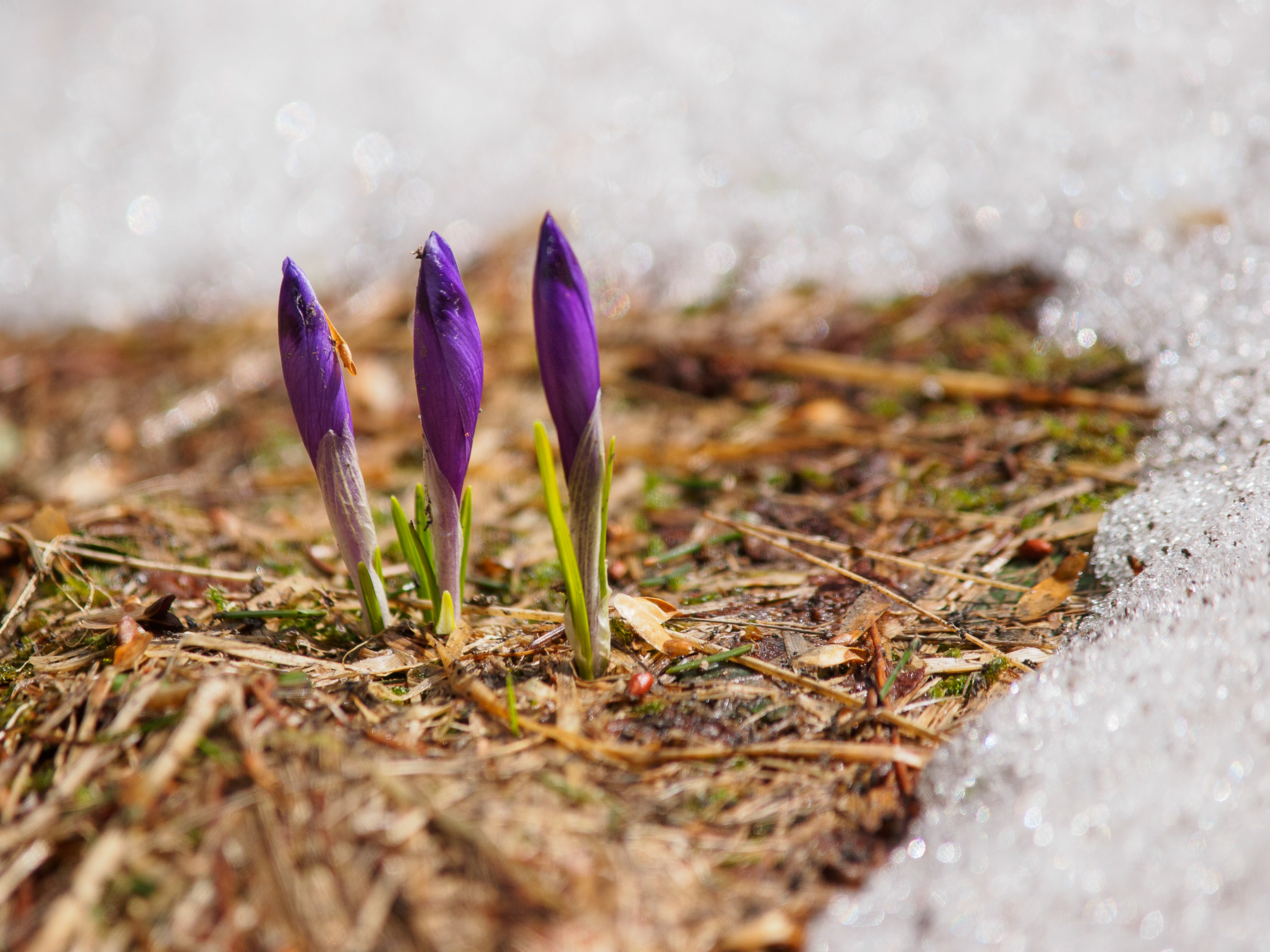
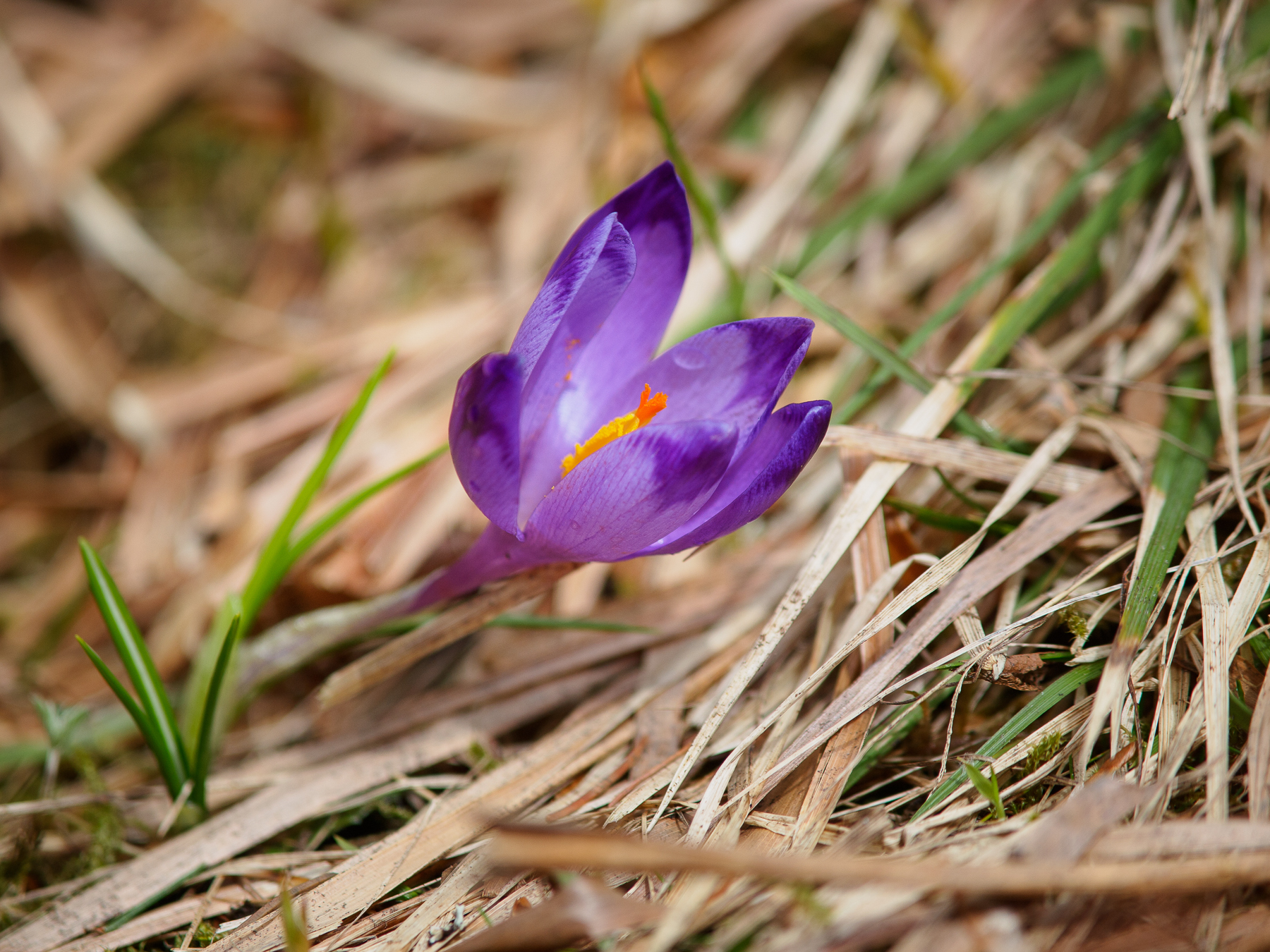
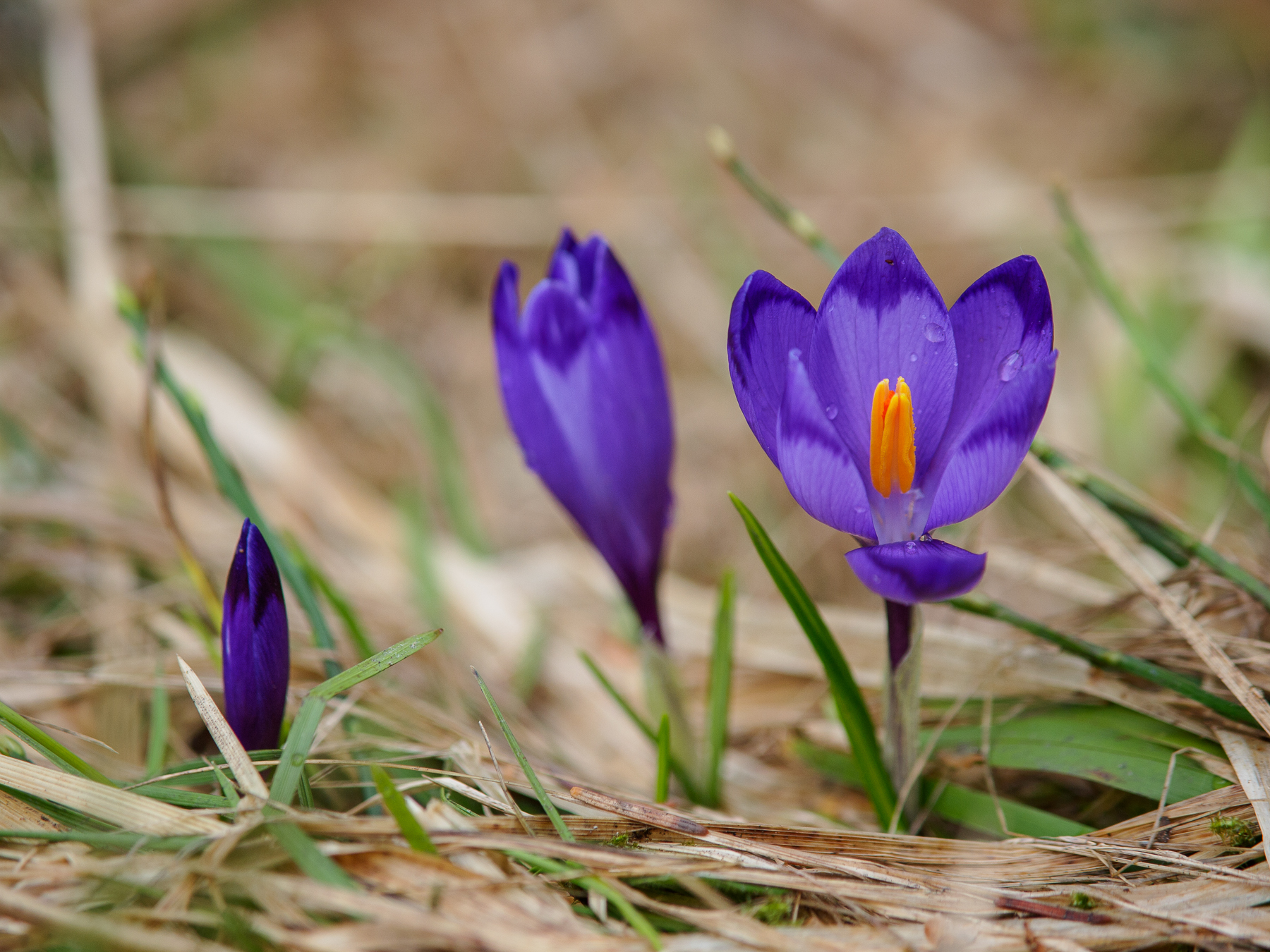